# Alexander de Balliol

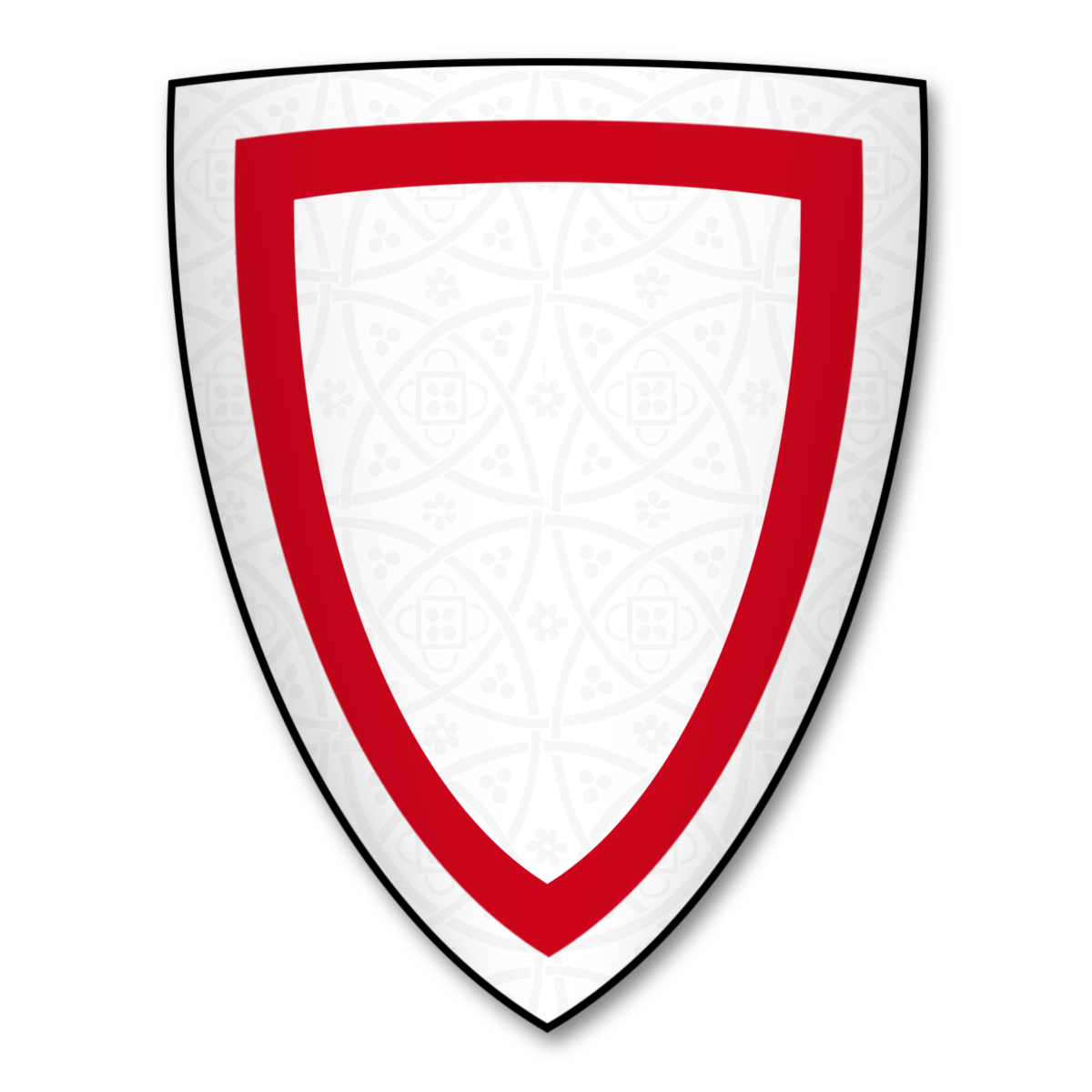
Wappen von Alexander de Balliol

Alexander de Balliol (auch Baliol) († 1310) war ein englisch-schottischer Adliger, Militär und Politiker.

## Herkunft, Erbe und Heirat
Alexander de Balliol entstammte der Familie Balliol. Er war der zweite Sohn von Henry de Balliol und dessen Frau Lora de Valognes († vor 1272). Sein Vater war als Lord of Cavers in Roxburghshire sowie Chamberlain of Scotland ein wichtiger schottischer Adliger, dabei ist Alexander nicht mit dem namensgleichen Zeitgenossen Alexander de Balliol, Lord of Barnard Castle († 1278) zu verwechseln, dem dritten Sohn seines Cousins John de Balliol. Sein älterer Bruder Guy de Balliol fiel 1265 als Standartenträger von Simon de Montfort in der Schlacht von Evesham. Auch Alexander hatte während des Zweiten Kriegs der Barone zu den Rebellen gegen den englischen König Heinrich III. gehört. Deshalb durfte er die englischen Besitzungen seines Bruders erst in Besitz nehmen, nachdem er sich 1266 dem englischen König unterworfen hatte. Dazu erbte er umfangreichen Grundbesitz in Südschottland. Kurz nach dem 7. November 1270 heiratete Balliol Isabel of Chilham, die Erbin der Baronie Chilham in Kent. Da er dazu von seiner Mutter die umfangreichen Besitzungen der Familie Valognes in Hertfordshire und Essex geerbt hatte, gehörte er zu den bedeutendsten Grundbesitzern von Südostengland. Diese Besitzungen durfte er nach dem Tod seiner Frau 1292 mit Billigung des englischen Königs weiter behalten, obwohl mit dem Tod seiner Frau sein Besitzanspruch verwirkt war. Seine Frau war auch die Witwe von David of Strathbogie, Earl of Atholl, dessen Erbe John Strathbogie noch minderjährig war. Das Erbe von Strathbogie war nicht unumstritten, doch Balliol als sein Vormund sowie Isabel of Chilham erreichten Anfang 1284, dass Strathbogie als Earl of Atholl sein Erbe antreten konnte. Warum genau diese Anerkennung verzögert wurde, ist dabei nicht genau geklärt.

## Dienst als Chamberlain of Scotland
Trotz seiner Besitzungen und Interessen in Schottland hatte sich Balliol bis zu dieser Zeit vor allem in England politisch betätigt. Nach dem Tod von König Alexander III. 1286 beschäftigte sich Balliol wesentlicher intensiver mit der schottischen Politik. Nach dem Tod des Königs war dessen junge Enkelin Margarete die potentielle Thronfolgerin, so dass für sie sechs Guardians die Regentschaft übernahmen. Vor Dezember 1287 wurde Balliol Chamberlain der Regierung der Guardians, dieses Amt hatte bereits nicht nur sein Vater, sondern auch sein Großvater mütterlicherseits und sein Urgroßvater bekleidet. Die politische Lage in Schottland änderte sich 1290 völlig, als die junge Margarete starb und die Thronfolge völlig ungeklärt war. Der englische König Eduard I. sollte schließlich als Schiedsrichter die Rechtmäßigkeit der Ansprüche der Thronanwärter prüfen, so dass Balliol mit zahlreichen anderen schottischen Adligen am 13. Juni 1291 dem englischen König die Treue schwor. 1292 wurde schließlich John Balliol, ein Cousin zweiten Grades von Alexander, zum neuen König erklärt. Alexander diente auch ihm bis mindestens Anfang 1295 weiter als Chamberlain. Aus seiner Amtszeit sind zahlreiche Briefe und offizielle Schreiben erhalten, die belegen, dass dieses Amt sehr aufwändig, aber auch sehr bedeutend war. Dabei wurde Balliol 1288 und von 1291 bis 1292 von seinem jüngeren Bruder William unterstützt, einem Geistlichen, der vermutlich Rektor von Kirkpatrick Durham in Kirkcudbrightshire war. Als eines der wichtigsten Mitglieder der Regierung wurde er während des Parlaments von Stirling im Juli 1295 zu einem Mitglied des zwölfköpfigen Staatsrats gewählt, der de facto die Herrschaft für John Balliol übernahm.

## Rolle im Schottischen Unabhängigkeitskrieg
Als es 1296 zum Krieg zwischen England und Schottland kam, ließ der englische König Eduard I. Balliols englische Besitzungen besetzen. 1297 gehörte Balliol dem Heer an, mit dem Eduard I. im Krieg mit Frankreich einen Feldzug nach Flandern unternahm. Danach erhielt Balliol die meisten seiner Besitzungen in England und Schottland zurück. Dennoch blieb Balliol dem englischen König wegen seiner Verwandtschaft mit dem 1296 abgesetzten John Balliol verdächtig. In den nächsten Jahren nahm Alexander Balliol mehrfach an englischen Feldzügen in Schottland teil, darunter nachweislich 1298 an der Schlacht von Falkirk und 1300 an der Belagerung von Caerlaverock. 1302 ernannte ihn der englische König zum Verwalter des Forest of Selkirk und zum Kommandanten der wichtigen Besatzung des Peel of Selkirk. Damit gehörte Balliol zu den wenigen schottischen Adligen, die um diese Zeit ein höheres Amt im Dienst des englischen Königs bekleideten. Dennoch wurde 1301 sein ältester Sohn Alexander quasi als Geisel in die Obhut des englischen Königs genommen. Anfang Februar 1302 wurde Balliol wegen angeblichen Verrats verhaftet. Etwa sechs Wochen später wurde er wieder freigelassen, nachdem er einen weiteren Sohn, Thomas, als Geisel gestellt hatte. Die Schotten hatten jedoch in der Zwischenzeit unter Führung von Simon Fraser den Peel of Selkirk erobert.

## Konzentration auf seine schottischen Besitzungen, letzte Jahre und Tod
Nachdem sich im Februar 1304 fast alle schottischen Adligen dem englischen König unterworfen hatten und demnach die englische Herrschaft in Schottland dauerhaft gesichert schien, bat Balliol den englischen König energisch um die Rückgabe seiner restlichen schottischen Besitzungen, darunter Besitzungen in Nordschottland zwischen dem Mounth und dem Forth. Dazu bat er um die Übergabe von Ländereien, die ihm versprochen worden waren, wie Kirkpatrick Durham, oder von Ländereien, die der König beschlagnahmt hatte, darunter die von Richard Fraser oder von Alexander Menzies. Offenbar wollte er sich nun stärker auf seine schottischen Besitzungen konzentrieren, denn im November 1303 verkaufte er Benington, den Mittelpunkt seiner Güter in Hertfordshire, sowie weitere Ländereien in Hertfordshire und Essex an John de Benstede (auch Binsted), dem Controller of the Wardrobe des Königs. Im März 1310 verzichtete er auf seine Rechte an der Baronie Chilham. Offenbar lehnte Balliol die Rebellion von Robert Bruce, der sich 1306 zum König der Schotten erhob, entschieden ab und blieb entschlossen auf der englischen Seite. Nachweislich beteiligte er sich zwischen 1307 und 1309 an militärischen Aktionen gegen Bruce. Letztmals wird Balliol im April 1310 erwähnt. Er starb wahrscheinlich wenige Monate später. Seine schottischen Besitzungen wurden später von Bruce für beschlagnahmt erklärt.

## Nachkommen
Sein ältester Sohn Alexander wurde nach neunjähriger Geiselhaft im März 1310 von Eduard II. freigelassen, nachdem Balliol auf Chilham verzichtet hatte. Sein jüngerer Sohn Thomas war 1310 im Besitz der südschottischen Herrschaft Cavers und heiratete Anfang 1313. Sein Stiefsohn John Strathbogie dagegen wurde bereits zu Beginn der 1290er Jahre ein überzeugter Anhänger der Familie Brus und später von Robert Bruce. Möglicherweise hatte Balliol noch einen dritten Sohn, William, und eine Tochter Margaret. Offenbar hatte er nach dem Tod seiner Frau 1292 nicht erneut geheiratet.